# 乔治·阿塔纳西亚迪斯-诺瓦斯
乔治·阿塔纳西亚迪斯-诺瓦斯（希臘語：Γεώργιος Αθανασιάδης-Νόβας）（1893年—1987年），希腊律师，政治人物。他曾短暂出任希腊总理。
1926年，阿塔纳西亚迪斯-诺瓦斯当选希腊议会议员。1945年，担任内政部长；1950年，担任教育部长；1951年，担任工业部长。1965年7月15日，希腊国王康斯坦丁二世任命阿塔纳西亚迪斯-诺瓦斯为希腊总理。阿塔纳西亚迪斯·诺瓦斯组建了新政府，但是无法通过议会的信任投票。同年8月20日，阿塔纳西亚迪斯-诺瓦斯被解职。1987年，逝世于雅典，享年94岁。